# Lambdopsalis
Lambdopsalis Chow & Qi, 1978 è un genere di mammiferi estinti del Paleocene della Cina.Questo animale era un membro relativamente grande dell'ordine dei Multituberculata. È posto nel sottordine dei Cimolodonta ed è membro della superfamiglia dei Taeniolabidoidea.
Il genere Lambdopsalis (Chow & Qi , 1978) è costituito da un'unica specie, Lambdopsalis bulla. I suoi resti fossili sono stati ritrovati negli strati del Paleocene superiore nelle regioni Nao-mugen e Bayn Ulan della Cina.

## Suoni a bassa frequenza
Questo mammifero della taglia di una grossa talpa era con tutta probabilità un animale scavatore e dalle abitudini sotterranee, come sembrerebbero indicare alcuni particolari dello scheletro. Teschi ben conservati, infatti, mostrano che l'orecchio di Lambdopsalis era poco adatto a sentire suoni aerei ad alta frequenza; al contrario, la struttura era più consona a percepire vibrazioni a bassa frequenza, utile quindi per un animale fossorio.

## Pelliccia fossile
Il lambdopsalide era una tipica preda per i mammiferi carnivori dell'epoca, come dimostrato dai ritrovamenti di alcune sue ossa nei coproliti (escrementi fossili) di alcuni predatori in un giacimento cinese. Questi coproliti, eccezionalmente, hanno conservato pelo fossilizzato delle prede, incluso quello di Lambdopsalis, che è simile nella struttura a quello dei mammiferi attuali. Questa è l'unica prova diretta che l'arcaico gruppo dei multitubercolati possedeva pelliccia; inoltre, fino al 2002 (data della scoperta di Eomaia scansoria) questo era il più antico resto fossile di pelliccia di mammifero. Uno stretto parente di Lambdopsalis, ma di dimensioni maggiori, era il nordamericano Taeniolabis.

## Tassonomia
- Superfamiglia Taeniolabidoidea Granger & Simpson, 1929 sensu Kielan-Jaworowska & Hurum, 2001
  - Famiglia Taeniolabididae Granger & Simpson, 1929
    -       - Genere †Catopsalis Cope, 1882
        - Specie †C. alexandri Middleton, 1982
        - Specie †C. collariensis
        - Specie †C. joyneri Sloan & Van Valen, 1965
        - Specie †C. waddleae Buckley, 1995
        - Specie †C. calgariensis Russell, 1926
        - Specie †C. fissidens (Cope, 1884) [Catopsalis utahensis Gazin, 1939]
        - Specie †C. foliatus Cope, 1882

      - Genere †Prionessus Matthew & Granger, 1925
        - Specie †P. lucifer Matthew & Granger, 1925

      - Genere †Lambdopsalis Chow & Qi, 1978
        - Specie †L. bulla Chow & Qi, 1978

      - Genere †Sphenopsalis Matthew, Granger & Simpson, 1928
        - Specie †S. nobilis Matthew, Granger & Simpson, 1928

      - Genere †Taeniolabis Cope, 1882
        - Specie †T. lamberti Simmons, 1987
        - Specie †T. taoensis (Cope, 1882)